# Radeon HD 3000
A unidade de processamento gráfico (GPU) com o codinome Radeon R600 é a base da série Radeon HD 2000/3000 e das placas de vídeo da série FireGL 2007 desenvolvidas pela ATI Technologies.

## Arquitetura
Este artigo é sobre todos os produtos sob a marca "Radeon HD 3000 Series". Todos eles contêm uma GPU que implementa o TeraScale 1.

### Aceleração de vídeo
O núcleo SIP do decodificador de vídeo unificado (UVD) está presente nas matrizes no HD 2400 e no HD 2600, mas não no HD 2900. O HD 2900 introduziu a capacidade de decodificar vídeo no mecanismo 3D. Essa abordagem também isenta a CPU de fazer esses cálculos, mas consome consideravelmente mais corrente elétrica

## Produtos de desktop

### Radeon HD 3800
A série Radeon HD 3800 foi baseada na GPU de codinome RV670, empacotou 666 milhões de transistores em um processo de fabricação de 55 nm e tinha um tamanho de matriz de 192 mm2, com os mesmos 64 clusters de sombreamento do núcleo R600, mas a largura do barramento de memória era reduzido para 256 bits.
A GPU RV670 também é a base do processador de fluxo FireStream 9170, que usa a GPU para executar cálculos de ponto flutuante de propósito geral que foram feitos anteriormente na CPU.
A Radeon HD 3850 e 3870 foram disponibilizadas em meados de novembro de 2007.

### Radeon HD 3690/3830
A Radeon HD 3690, que era limitada apenas ao mercado chinês onde foi chamada de HD 3830, tem o mesmo núcleo da série Radeon 3800, mas com apenas um controlador de memória de 128 bits e 256 MiB de memória GDDR3. Todas as outras especificações de hardware são mantidas.
Um outro anúncio foi feito de que haveria uma variante da Radeon HD 3830 com os mesmos recursos da Radeon HD 3690, mas com um ID de dispositivo exclusivo que não permite que parceiros de cartões adicionais na China reativem a parte queimada de o núcleo GPU para mais largura de banda de memória.
A Radeon HD 3690 foi lançada no início de fevereiro de 2008 apenas para o mercado chinês.

### Radeon HD 3870 X2

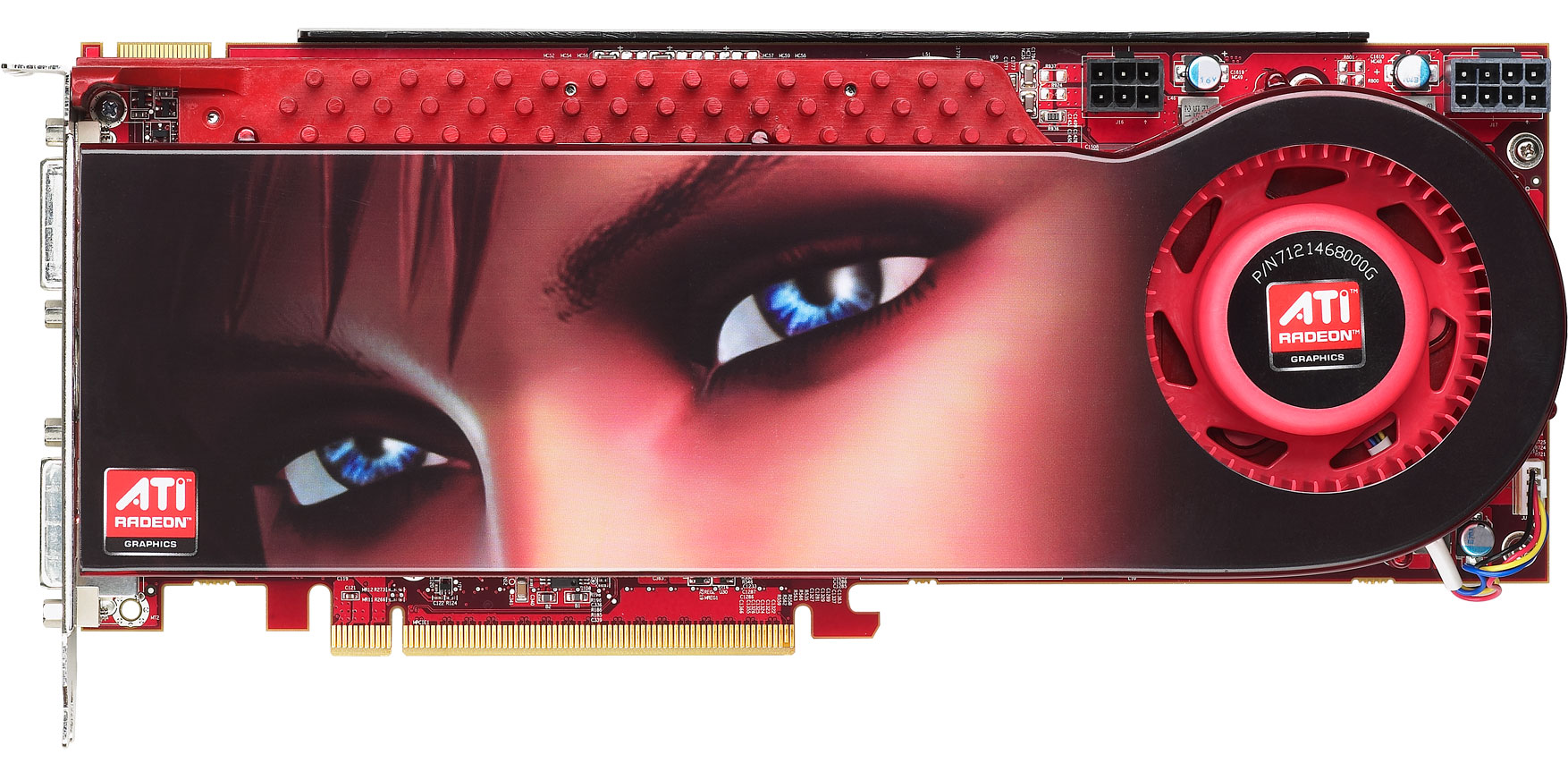
Modelo de referência fornecido pela AMD/ATI

A Radeon HD 3870 X2 (codinome R680) foi lançada em 28 de janeiro de 2008, apresentando 2 núcleos RV670 com no máximo 1 GiB GDDR3 SDRAM, visando o mercado entusiasta e substituindo a Radeon HD 2900 XT. O processador alcançou um pico de desempenho de ponto flutuante de precisão única de 1,06 TFLOPS, sendo o primeiro produto gráfico de PCB único do mundo a quebrar a marca de 1 TFLOP.
Tecnicamente, esta Radeon HD 3870 X2 pode realmente ser entendida como um CrossFire de duas HD 3870 em uma única PCB. A placa integra apenas uma ponte PCI Express 1.1 para conectar as duas GPUs. Eles se comunicam por meio de um barramento bidirecional com 16 linhas para uma largura de banda de 2 x 4 Gb/s. Isso não tem efeito negativo sobre o desempenho.
Começando com os drivers Catalyst 8.3, a AMD/Ati suporta oficialmente a tecnologia CrossFireX para a série 3800, o que significa que até quatro GPUs podem ser usadas em um par de Radeon HD 3870 X2.
A AMD afirmou a possibilidade de suportar 4 placas Radeon HD 3870 X2, permitindo que 8 GPUs sejam usadas em várias placas-mãe, incluindo a MSI K9A2 Platinum e a Intel D5400XS, pois essas placas-mãe possuem espaços suficientes entre os slots PCI-E para placas de vídeo cooler dual-slot, presumivelmente como uma combinação de duas configurações CrossFire de hardware separadas com uma configuração CrossFire de software unindo as duas, mas atualmente sem suporte de driver.

### Radeon HD 3600
A série Radeon HD 3600 foi baseada na GPU de codinome RV635, com 378 milhões de transistores em processo de fabricação de 55 nm e largura de barramento de memória de 128 bits. O suporte para portas HDMI e D-sub também é obtido através de dongles separados. Além das implementações DisplayPort, também existem outros layouts de saída de vídeo como porta DVI dupla ou DVI com layout de saída de vídeo D-sub.
A única variante, a Radeon HD 3650, foi lançada em 23 de janeiro de 2008 e também possui um slot AGP com largura de barramento de 64 bits ou o slot PCI-E padrão com 128 bits.

### Radeon HD 3400

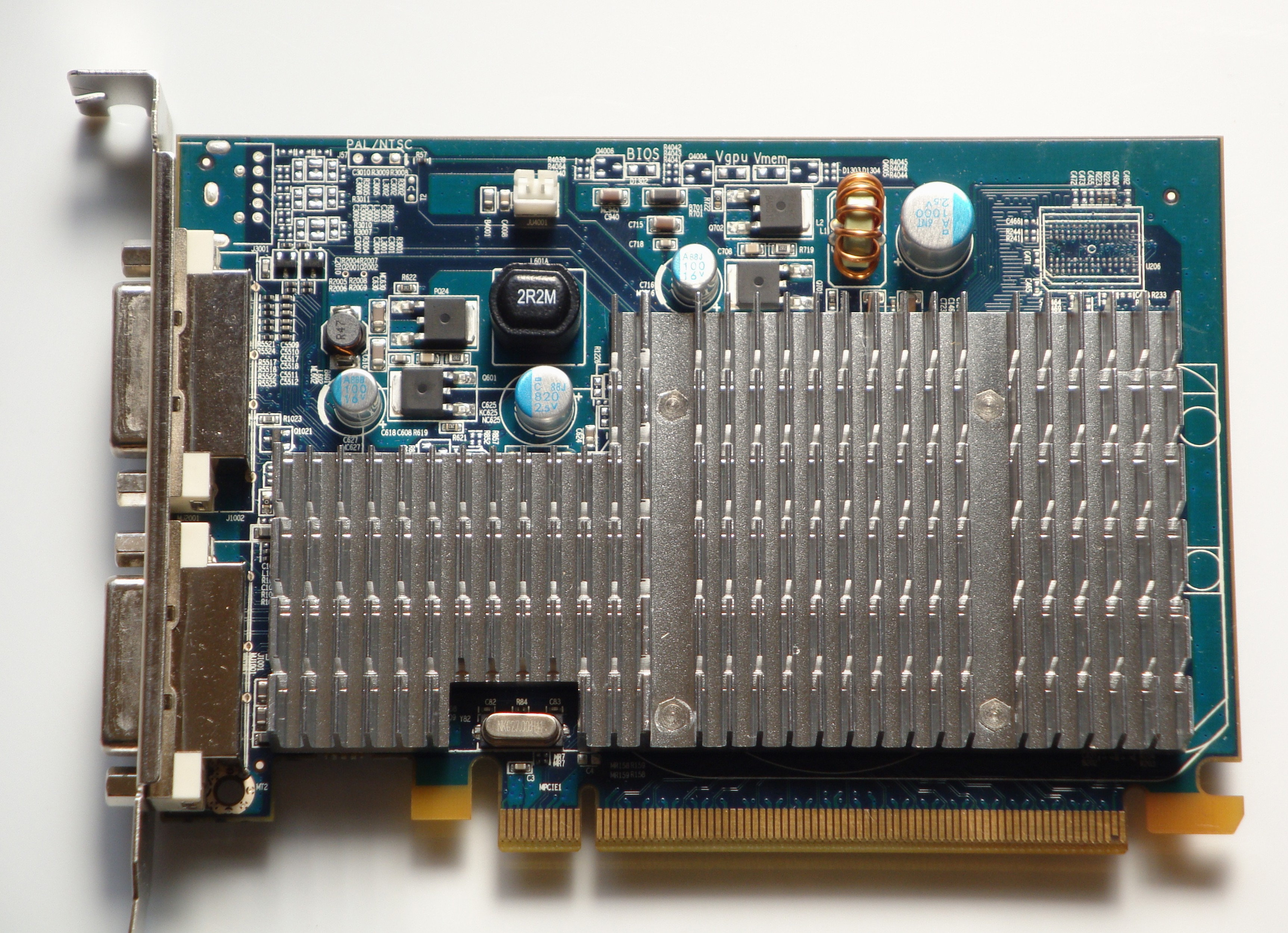
AMD Radeon HD3450

A série Radeon HD 3400 foi baseada na GPU de codinome RV620, com 181 milhões de transistores em um processo de fabricação de 55 nm e largura de barramento de memória de 64 bits. Os produtos estavam disponíveis tanto como cartões de altura total quanto como cartões de baixo perfil.[carece de fontes?]
Um dos recursos notáveis é que as placas de vídeo da série Radeon HD 3400 (incluindo a série Mobility Radeon HD 3400) suportam gráficos híbridos ATI.
A Radeon HD 3450 e a Radeon HD 3470 foram lançadas em 23 de janeiro de 2008.

## Produtos Mobile
Todas as séries Mobility Radeon HD 2000/3000 compartilham o mesmo conjunto de recursos de suporte de suas contrapartes de desktop, bem como a adição dos recursos de economia de bateria do PowerPlay 7.0, que são aprimorados do PowerPlay 6.0 da geração anterior.
O Mobility Radeon HD 2300 é um produto econômico que inclui UVD em sílica, mas carece de arquitetura de shader unificada e suporte DirectX 10.0/SM 4.0, limitando o suporte a DirectX 9.0c/SM 3.0 usando a arquitetura mais tradicional da geração anterior. Uma variante de ponta, a Mobility Radeon HD 2700, com frequências de núcleo e memória mais altas do que a Mobility Radeon HD 2600, foi lançada em meados de dezembro de 2007.
A Mobility Radeon HD 2400 é oferecida em duas variantes de modelo; a HD 2400 padrão e a HD 2400 XT.
A Mobility Radeon HD 2600 também está disponível nas mesmas duas versões; o HD 2600 simples e, no topo da linha de mobilidade, o HD 2600 XT.
O tratamento de atualização de meia geração também foi aplicado a produtos móveis. Anunciado antes da CES 2008 foi a série Mobility Radeon HD 3000. Lançada no primeiro trimestre de 2008, a série Mobility Radeon HD 3000 consistia em duas famílias, a série Mobility Radeon HD 3400 e a série Mobility Radeon HD 3600. A série Mobility Radeon HD 3600 também apresentou a primeira implementação da indústria de memória GDDR4 integrada de 128 bits.
Entre o final de março e o início de abril de 2008, a AMD renovou a lista de IDs de dispositivos em seu site com a inclusão de Mobility Radeon HD 3850 X2 e Mobility Radeon HD 3870 X2 e seus respectivos IDs de dispositivos. Mais tarde, na Spring IDF 2008 realizada em Xangai, uma placa de desenvolvimento da Mobility Radeon HD 3870 X2 foi demonstrada ao lado de um sistema de demonstração da plataforma Centrino 2. A Mobility Radeon HD 3870 X2 foi baseada em duas GPUs M88 com a adição de um chip switch PCI Express em um único PCB. A placa de desenvolvimento utilizada para demonstração foi uma placa PCI Express 2.0 ×16, enquanto o produto final deverá ser em módulos AXIOM/MXM.

## Matriz de recursos do Radeon
A tabela a seguir mostra os recursos das GPUs da AMD / ATI (consulte também: Lista de unidades de processamento gráfico da AMD).
| Lançamento                   | 1986                        | 1991                       | Abril 1996                 | Março 1997                 | Agosto 1998                | Abril 2000                 | Agosto 2001                              | Setembro 2002                            | Maio 2004                                | Outubro 2005                             | Maio 2007                        | Novembro 2007                    | Junho 2008                       | Setembro 2009                                           | Outubro 2010                                                               | Janeiro 2012                                            | Setembro 2013 | Junho 2015 | Junho 2016, Abril 2017, Agosto 2019                                                                                  | Junho 2017, Fevereiro 2019                                                                                           | Julho 2019                                                                                          | Novembro 2020                                                                                       | Dezembro 2022                      |       |       |       |
| Nome de marketing            | Wonder                      | Mach                       | 3D Rage                    | Rage Pro                   | Rage 128                   | Radeon 7000                | Radeon 8000                              | Radeon 9000                              | Radeon X700/X800                         | Radeon X1000                             | Radeon HD 2000                   | Radeon HD 3000                   | Radeon HD 4000                   | Radeon HD 5000                                          | Radeon HD 6000                                                             | Radeon HD 7000                                          | Radeon 200 | Radeon 300 | Radeon 400/500/600                                                                                                   | Radeon RX Vega, Radeon VII                                                                                           | Radeon RX 5000                                                                                      | Radeon RX 6000                                                                                      | Radeon RX 7000                     |       |       |       |
| Suporte AMD                  | Terminou                    | Terminou                   | Terminou                   | Terminou                   | Terminou                   | Terminou                   | Terminou                                 | Terminou                                 | Terminou                                 | Terminou                                 | Terminou                         | Terminou                         | Terminou                         | Terminou                                                | Terminou                                                                   | Terminou                                                | Terminou | Terminou | Atual | Atual | Atual                                                                                               | Atual                                                                                               | Atual                              | Atual | Atual | Atual |
| Tipo                         | 2D                          | 2D                         | 3D                         | 3D                         | 3D                         | 3D                         | 3D                                       | 3D                                       | 3D                                       | 3D                                       | 3D                               | 3D                               | 3D                               | 3D                                                      | 3D                                                                         | 3D                                                      | 3D | 3D | 3D | 3D | 3D                                                                                                  | 3D                                                                                                  | 3D                                 |       |       |       |
| Conjunto de instruções       | Não conhecido publicamente  | Não conhecido publicamente | Não conhecido publicamente | Não conhecido publicamente | Não conhecido publicamente | Não conhecido publicamente | Não conhecido publicamente               | Não conhecido publicamente               | Não conhecido publicamente               | Não conhecido publicamente               | Conjunto de instruções TeraScale | Conjunto de instruções TeraScale | Conjunto de instruções TeraScale | Conjunto de instruções TeraScale                        | Conjunto de instruções TeraScale                                           | Conjunto de instruções GCN                              | Conjunto de instruções GCN                                                                                           | Conjunto de instruções GCN                                                                                           | Conjunto de instruções GCN                                                                                           | Conjunto de instruções GCN                                                                                           | Conjunto de instruções RDNA                                                                         | Conjunto de instruções RDNA                                                                         | Conjunto de instruções RDNA        |       |       |       |
| Microarquitetura             | Não conhecido publicamente  | Não conhecido publicamente | Não conhecido publicamente | Não conhecido publicamente | Não conhecido publicamente | Não conhecido publicamente | Não conhecido publicamente               | Não conhecido publicamente               | Não conhecido publicamente               | Não conhecido publicamente               | TeraScale 1 (VLIW)               | TeraScale 1 (VLIW)               | TeraScale 1 (VLIW)               | TeraScale 2 (VLIW5)                                     | \| TeraScale 2 (VLIW5) até 68xx \| TeraScale 3 (VLIW4) em 69xx [14][15] \| | GCN 1st gen                                             | GCN 2nd gen | GCN 3rd gen | GCN 4th gen | GCN 5th gen | RDNA                                                                                                | RDNA 2                                                                                              | RDNA 3                             |       |       |       |
| Tipo                         | Pipieline fixo              | Pipieline fixo             | Pipieline fixo             | Pipieline fixo             | Pipieline fixo             | Pipieline fixo             | Pipelies de pixel e vértice programáveis | Pipelies de pixel e vértice programáveis | Pipelies de pixel e vértice programáveis | Pipelies de pixel e vértice programáveis | Modelo de shader unificado       | Modelo de shader unificado       | Modelo de shader unificado       | Modelo de shader unificado                              | Modelo de shader unificado                                                 | Modelo de shader unificado                              | Modelo de shader unificado                                                                                           | Modelo de shader unificado                                                                                           | Modelo de shader unificado                                                                                           | Modelo de shader unificado                                                                                           | Modelo de shader unificado                                                                          | Modelo de shader unificado                                                                          | Modelo de shader unificado         |       |       |       |
| Direct3D                     | —                           | —                          | 5.0                        | 6.0                        | 6.0                        | 7.0                        | 8.1                                      | 9.0 11 (9_2)                             | 9.0b 11 (9_2)                            | 9.0c 11 (9_3)                            | 10.0 11 (10_0)                   | 10.1 11 (10_1)                   | 10.1 11 (10_1)                   | 11 (11_0)                                               | 11 (11_0)                                                                  | 11 (11_1) 12 (11_1)                                     | 11 (12_0) 12 (12_0)                                                                                                  | 11 (12_0) 12 (12_0)                                                                                                  | 11 (12_0) 12 (12_0)                                                                                                  | 11 (12_1) 12 (12_1)                                                                                                  | 11 (12_1) 12 (12_1)                                                                                 | 11 (12_1) 12 (12_2)                                                                                 | 11 (12_1) 12 (12_2)                |       |       |       |
| Modelo de shader             | —                           | —                          | —                          | —                          | —                          | —                          | 1.4                                      | 2.0+                                     | 2.0b                                     | 3.0                                      | 4.0                              | 4.1                              | 4.1                              | 5.0                                                     | 5.0                                                                        | 5.1                                                     | 5.1 6.5 | 5.1 6.5 | 5.1 6.5 | 6.7 | 6.7                                                                                                 | 6.7                                                                                                 | 6.7                                |       |       |       |
| OpenGL                       | —                           | —                          | —                          | 1.1                        | 1.2                        | 1.3                        | 1.3                                      | 2.1                                      | 2.1                                      | 2.1                                      | 3.3                              | 3.3                              | 3.3                              | 4.5 (no Linux: 4.5 (Mesa 3D 21.0))                      | 4.5 (no Linux: 4.5 (Mesa 3D 21.0))                                         | 4.6 (no Linux: 4.6 (Mesa 3D 20.0))                      | 4.6 (no Linux: 4.6 (Mesa 3D 20.0))                                                                                   | 4.6 (no Linux: 4.6 (Mesa 3D 20.0))                                                                                   | 4.6 (no Linux: 4.6 (Mesa 3D 20.0))                                                                                   | 4.6 (no Linux: 4.6 (Mesa 3D 20.0))                                                                                   | 4.6 (no Linux: 4.6 (Mesa 3D 20.0))                                                                  | 4.6 (no Linux: 4.6 (Mesa 3D 20.0))                                                                  | 4.6 (no Linux: 4.6 (Mesa 3D 20.0)) |       |       |       |
| Vulkan                       | —                           | —                          | —                          | —                          | —                          | —                          | —                                        | —                                        | —                                        | —                                        | —                                | —                                | —                                | —                                                       | —                                                                          | 1.0 (Win 7+ ou Mesa 17+)                                | 1.2 (Adrenalin 20.1.2, Linux Mesa 3D 20.0) 1.3 (GCN 4 e superior (com Adrenalin 22.1.2, Mesa 22.0))                  | 1.2 (Adrenalin 20.1.2, Linux Mesa 3D 20.0) 1.3 (GCN 4 e superior (com Adrenalin 22.1.2, Mesa 22.0))                  | 1.2 (Adrenalin 20.1.2, Linux Mesa 3D 20.0) 1.3 (GCN 4 e superior (com Adrenalin 22.1.2, Mesa 22.0))                  | 1.2 (Adrenalin 20.1.2, Linux Mesa 3D 20.0) 1.3 (GCN 4 e superior (com Adrenalin 22.1.2, Mesa 22.0))                  | 1.2 (Adrenalin 20.1.2, Linux Mesa 3D 20.0) 1.3 (GCN 4 e superior (com Adrenalin 22.1.2, Mesa 22.0)) | 1.2 (Adrenalin 20.1.2, Linux Mesa 3D 20.0) 1.3 (GCN 4 e superior (com Adrenalin 22.1.2, Mesa 22.0)) | 1.3                                |       |       |       |
| OpenCL                       | —                           | —                          | —                          | —                          | —                          | —                          | —                                        | —                                        | —                                        | —                                        | Close to Metal                   | Close to Metal                   | 1.1 (sem suporte Mesa 3D)        | 1.2 (no Linux: 1.1 (sem suporte de imagem) com Mesa 3D) | 1.2 (no Linux: 1.1 (sem suporte de imagem) com Mesa 3D)                    | 1.2 (no Linux: 1.1 (sem suporte de imagem) com Mesa 3D) | 2.0 (Adrenalin driver no Win7+) (no Linux: 1.1 (sem suporte de imagem) com Mesa 3D, 2.0 com drivers AMD ou AMD ROCm) | 2.0 (Adrenalin driver no Win7+) (no Linux: 1.1 (sem suporte de imagem) com Mesa 3D, 2.0 com drivers AMD ou AMD ROCm) | 2.0 (Adrenalin driver no Win7+) (no Linux: 1.1 (sem suporte de imagem) com Mesa 3D, 2.0 com drivers AMD ou AMD ROCm) | 2.0 (Adrenalin driver no Win7+) (no Linux: 1.1 (sem suporte de imagem) com Mesa 3D, 2.0 com drivers AMD ou AMD ROCm) | 2.0                                                                                                 | 2.1                                                                                                 | ?                                  |       |       |       |
| HSA / ROCm                   | —                           | —                          | —                          | —                          | —                          | —                          | —                                        | —                                        | —                                        | —                                        | —                                | —                                | —                                | —                                                       | —                                                                          | Yes                                                     | Yes | Yes | Yes | Yes | ?                                                                                                   | ?                                                                                                   | ?                                  |       |       |       |
| Decodificação de vídeo ASIC  | —                           | —                          | —                          | —                          | —                          | —                          | —                                        | —                                        | —                                        | —                                        | Avivo/UVD                        | UVD+                             | UVD 2                            | UVD 2.2                                                 | UVD 3                                                                      | UVD 4                                                   | UVD 4.2 | UVD 5.0 ou 6.0 | UVD 6.3 | UVD 7 | VCN 2.0                                                                                             | VCN 3.0                                                                                             | ?                                  |       |       |       |
| Codificação de vídeo ASIC    | —                           | —                          | —                          | —                          | —                          | —                          | —                                        | —                                        | —                                        | —                                        | —                                | —                                | —                                | —                                                       | —                                                                          | VCE 1.0                                                 | VCE 2.0 | VCE 3.0 or 3.1 | VCE 3.4 | VCE 4.0 | VCN 2.0                                                                                             | VCN 3.0                                                                                             | ?                                  |       |       |       |
| Fluid Motion ASIC            | Não                         | Não                        | Não                        | Não                        | Não                        | Não                        | Não                                      | Não                                      | Não                                      | Não                                      | Não                              | Não                              | Não                              | Não                                                     | Não                                                                        | Não                                                     | Yes | Yes | Yes | Yes | Não                                                                                                 | Não                                                                                                 | ?                                  |       |       |       |
| Economia de energia          | ?                           | ?                          | ?                          | ?                          | ?                          | ?                          | ?                                        | ?                                        | ?                                        | ?                                        | PowerPlay                        | PowerPlay                        | PowerPlay                        | PowerPlay                                               | PowerTune                                                                  | PowerTune & ZeroCore Power                              | PowerTune & ZeroCore Power                                                                                           | PowerTune & ZeroCore Power                                                                                           | PowerTune & ZeroCore Power                                                                                           | PowerTune & ZeroCore Power                                                                                           | ?                                                                                                   | ?                                                                                                   | ?                                  |       |       |       |
| TrueAudio                    | —                           | —                          | —                          | —                          | —                          | —                          | —                                        | —                                        | —                                        | —                                        | —                                | —                                | —                                | —                                                       | —                                                                          | —                                                       | Através de DSP dedicado                                                                                              | Através de DSP dedicado                                                                                              | Através de shaders                                                                                                   | Através de shaders                                                                                                   | Através de shaders                                                                                  | ?                                                                                                   | ?                                  |       |       |       |
| FreeSync                     | —                           | —                          | —                          | —                          | —                          | —                          | —                                        | —                                        | —                                        | —                                        | —                                | —                                | —                                | —                                                       | —                                                                          | —                                                       | 1 2 | 1 2 | 1 2 | 1 2 | 1 2                                                                                                 | 1 2                                                                                                 | ?                                  |       |       |       |
| HDCP                         | ?                           | ?                          | ?                          | ?                          | ?                          | ?                          | ?                                        | ?                                        | ?                                        | ?                                        | ?                                | ?                                | ?                                | ?                                                       | ?                                                                          | ?                                                       | 1.4 | 1.4 | 2.2 | 2.2 | 2.3                                                                                                 | 2.3                                                                                                 | 2.3                                |       |       |       |
| PlayReady                    | —                           | —                          | —                          | —                          | —                          | —                          | —                                        | —                                        | —                                        | —                                        | —                                | —                                | —                                | —                                                       | —                                                                          | —                                                       | — | — | 3.0 | Não | 3.0                                                                                                 | ?                                                                                                   | ?                                  |       |       |       |
| Exibições suportadas         |                             |                            |                            |                            |                            | 1–2                        | 2                                        | 2                                        | 2                                        | 2                                        | 2                                | 2                                | 2                                | 2–6                                                     | 2–6                                                                        | 2–6                                                     | 2–6 | 2–6 | 2–6 | 2–6 | ?                                                                                                   | ?                                                                                                   | ?                                  |       |       |       |
| Máx. resolução               | ?                           | ?                          | ?                          | ?                          | ?                          | ?                          | ?                                        | ?                                        | ?                                        | ?                                        | ?                                | ?                                | ?                                | 2–6 × 2560×1600                                         | 2–6 × 2560×1600                                                            | 2–6 × 4096×2160 @ 30 Hz                                 | 2–6 × 4096×2160 @ 30 Hz                                                                                              | 2–6 × 4096×2160 @ 30 Hz                                                                                              | 2–6 × 5120×2880 @ 60 Hz                                                                                              | 3 × 7680×4320 @ 60 Hz                                                                                                | 7680×4320 @ 60 Hz PowerColor                                                                        | 7680×4320 @ 60 Hz PowerColor                                                                        | ?                                  |       |       |       |
| /drm/radeon                  |                             |                            |                            |                            |                            | Yes                        | Yes                                      | Yes                                      | Yes                                      | Yes                                      | Yes                              | Yes                              | Yes                              | Yes                                                     | Yes                                                                        | Yes                                                     | Yes | — | — | — | —                                                                                                   | —                                                                                                   | ?                                  |       |       |       |
| /drm/amdgpu                  | —                           | —                          | —                          | —                          | —                          | —                          | —                                        | —                                        | —                                        | —                                        | —                                | —                                | —                                | —                                                       | —                                                                          | Experimental                                            | Experimental | Yes | Yes | Yes | Yes                                                                                                 | Yes                                                                                                 | ?                                  |       |       |       |
| TeraScale 2 (VLIW5) até 68xx | TeraScale 3 (VLIW4) em 69xx |                            |                            |                            |                            |                            |                                          |                                          |                                          |                                          |                                  |                                  |                                  |                                                         |                                                                            |                                                         | | | | | | |                                    |       |       |       |

1. ↑   A série Radeon 100 possui sombreadores de pixel programáveis, mas não é totalmente compatível com DirectX 8 ou Pixel Shader 1.0. Veja o artigo sobre Pixel shaders do R100.
2. ↑  Os cartões baseados em R300, R400 e R500 não são totalmente compatíveis com OpenGL 2+, pois o hardware não oferece suporte a todos os tipos de texturas não-potência de dois (NPOT).
3. ↑  A conformidade com OpenGL 4+ requer suporte a shaders FP64 e estes são emulados em alguns chips TeraScale usando hardware de 32 bits.
4. 1 2 3  O UVD e o VCE foram substituídos pelo Video Core Next (VCN) ASIC na APU Raven Ridge do Vega.
5. ↑  Processamento de vídeo ASIC para técnica de interpolação de taxa de quadros de vídeo. No Windows funciona como um filtro DirectShow no seu player. No Linux, não há suporte por parte dos drivers e/ou da comunidade.
6. 1 2  Para reproduzir conteúdo de vídeo protegido, também é necessário suporte a cartão, sistema operacional, driver e aplicativo. Um monitor HDCP compatível também é necessário para isso. O HDCP é obrigatório para a saída de certos formatos de áudio, colocando restrições adicionais na configuração de multimídia.
7. ↑  Mais monitores podem ser suportados com conexões DisplayPort nativas ou dividindo a resolução máxima entre vários monitores com conversores ativos.
8. 1 2  DRM (Direct Rendering Manager) é um componente do kernel do Linux. AMDgpu é o módulo do kernel do Linux. O suporte nesta tabela refere-se à versão mais atual.

## Drivers de dispositivos gráficos

### Driver de dispositivo gráfico proprietário da AMD "Catalyst"
O AMD Catalyst está sendo desenvolvido para Microsoft Windows e Linux. A partir de julho de 2014, outros sistemas operacionais não são oficialmente suportados. Isso pode ser diferente para a marca AMD FirePro, que é baseada em hardware idêntico, mas apresenta drivers de dispositivos gráficos certificados pela OpenGL.
O AMD Catalyst suporta, é claro, todos os recursos anunciados para a marca Radeon.
A série Radeon HD 3000 foi transferida para suporte legado, onde os drivers serão atualizados apenas para corrigir bugs em vez de serem otimizados para novos aplicativos.

### Driver de dispositivo gráfico gratuito e de código aberto "Radeon"
Os drivers gratuitos e de código aberto são desenvolvidos principalmente no Linux e para Linux, mas também foram portados para outros sistemas operacionais. Cada driver é composto por cinco partes:
1. Componente do kernel do Linux Direct Rendering Manager (DRM)
2. Driver KMS do componente do kernel do Linux: basicamente o driver de dispositivo para o controlador de exibição de vídeo
3. componente de espaço do usuário libDRM
4. componente de espaço do usuário no Mesa 3D;
5. um driver de dispositivo gráfico 2D especial e distinto para o X.Org Server, que finalmente será substituído pelo Glamor

O driver gráfico "Radeon" gratuito e de código aberto suporta a maioria dos recursos implementados na linha de GPUs Radeon. Eles não são engenharia reversa, mas com base na documentação lançada pela AMD.